# Christoph Sorge
Christoph Sorge (* 1980) ist Professor für Rechtsinformatik an der Rechtswissenschaftlichen Fakultät der Universität des Saarlandes.

## Karriere
Nach Studium der Informationswirtschaft an der Universität Karlsruhe von 1999 bis 2004 war Sorge Doktorand im DFG-Graduiertenkolleg Informationswirtschaft und Market Engineering und wurde dort 2007 zum Dr.-Ing. promoviert. Von 2008 bis 2010 forschte er in den  NEC Larboratories Europe zu IT-Sicherheit und Datenschutz in EU-geförderten sowie unternehmensinternen Projekten. 2010 wurde er zum Juniorprofessor am Institut für Informatik der Universität Paderborn berufen.
2014 folgte er dem Ruf an die Universität des Saarlandes. Mit ihm wurde erstmals ein Informatiker ordentlicher Professor an einer rechtswissenschaftlichen Fakultät in Deutschland. Zudem ist Sorge kooptiertes Mitglied der Fakultät für Mathematik und Informatik der Universität des Saarlandes und assoziiertes Mitglied des CISPA – Helmholtz-Zentrum für Informationssicherheit. 2022 wurde er zum Studiendekan der Rechtswissenschaftlichen Fakultät gewählt. Er ist außerdem Vorsitzender des Zentrum für Recht und Digitalisierung Saarbrückens. In seinen verschiedenen Funktionen berät er unter anderem die Politik in rechtlichen Fragen der Digitalisierung, legt Stellungnahmen und Gutachten vor.
Sorge gehört der Gesellschaft für Informatik an und wurde 2023 zusammen mit Bernhard Waltl zum Sprecher der Fachgruppe Rechtsinformatik gewählt.

## Forschungsschwerpunkte
Die Schwerpunkte seiner Forschungen liegen auf Fragen des Datenschutzes durch Technik und Recht, LegalTech und informationsrechtlichen Fragestellungen mit Bezug zu IT-Sicherheit und Datenschutz.

## Schriften (Auswahl)
- Sicherheit in Kommunikationsnetzen. Mit Nils Gruschka und Luigi Lo Iacono Oldenbourg Verlag, 2013.
- Daten- und Persönlichkeitsschutz im Arbeitsverhältnis. Hrsg. mit Stephan Weth, Maximilian Herberger, Michael Wächter. C.H.Beck, 2. Auflage, 2019. ISBN 978-3-406-71186-2
- Law and Technology in a Global Digital Society – Autonomous Systems, Big Data, IT Security and Legal Tech,  Hrsg. mit Georg Borges, Springer Cham, 2022. ISBN 978-3-030-90512-5
- Datenschutz: Einführung in technischen Datenschutz, Datenschutzrecht und angewandte Kryptographie. Mit Ronald Petrlic und Wolfgang Ziebart. Springer Vieweg, 2. Auflage, 2023. ISBN 978-3-658-39096-9